# Воднански, Вильгельм
Вильгельм Воднански (нем. Wilhelm Wodnansky; 14 января 1876, Вена — 18 мая 1958, там же) — австрийский художник.

## Биография
С 1893 г. учился в Венской школе искусств и ремёсел у Карла Граховины и Людвига Миннигероде, затем в 1896—1901 гг. занимался живописью у Карла Каргера. Изучал также резьбу по дереву, изготовление фресок. С 1902 г. выставлялся как живописец. В 1905—1938 гг. преподавал искусство графики в венском Учебно-научном центре графики. С 1922 г. действительный член Венского Дома художников.